# Supercoppa di Spagna 2020 (hockey su pista)
La Supercoppa di Spagna 2020 è stata la 17ª edizione dell'omonima competizione spagnola di hockey su pista. Il torneo ha avuto luogo dal 2 al 3 gennaio 2021. A conquistare il titolo è stato il Barcellona per l'undicesima volta nella sua storia superando in finale il Reus Deportiu.

## Squadre partecipanti
| Club            | Qualificazione         | Partecipazioni precedenti (il grassetto indica la vittoria)                                    |
| --------------- | ---------------------- | ---------------------------------------------------------------------------------------------- |
| Barcellona      | Vincitore dell'Ok Liga | 2004, 2005, 2006, 2007, 2008, 2009, 2010, 2011, 2012, 2013, 2014, 2015, 2016, 2017, 2018, 2019 |
| Deportivo Liceo | 2º posto in Ok Liga    | 2004, 2013, 2014, 2015, 2016, 2017, 2018, 2019                                                 |
| Noia            | 3º posto in Ok Liga    | 2008, 2012, 2018                                                                               |
| Reus Deportiu   | 4º posto in Ok Liga    | 2006, 2007, 2011, 2013, 2014, 2016, 2017, 2018, 2019                                           |

## Risultati

### Semifinali
| Lloret de Mar 2 gennaio 2021 | Noia | 1 – 3 referto | Barcellona | Pavelló Municipal |

| Lloret de Mar 2 gennaio 2021 | Reus Deportiu | 7 – 5 referto | Deportivo Liceo | Pavelló Municipal |

### Finale
| Lloret de Mar 3 gennaio 2021 | Barcellona | 4 – 1 referto | Reus Deportiu | Pavelló Municipal |